# Kalidou Koulibaly
Kalidou Koulibaly (Saint-Dié-des-Vosges, 20 de juny de 1991) és un jugador de futbol francosenegalès que, actualment, juga com a defensa per la Al-Hilal i la selecció senegalesa. Koulibaly va començar la seva carrera professional al FC Metz el 2010, abans de marxar al club belga del Racing Genk el 2012. El 2014 va fitxar pel Napoli.
Com que Koulibaly és fill de pares francesos i senegalesos, podia representar els dos països a nivell de seleccions, començant a jugar amb la selecció francesa sub-20. El 2015, no obstant, va debutar amb la selecció absoluta del Senegal, participant més tard a la Copa d'Àfrica de 2017. El 2018 també defensaria la samarreta del Senegal a la Copa del Món de Rússia.

## Palmarès

### Club
K.R.C. Genk
- Copa belga (1): 2012–13

Napoli
- Copa italiana (1): 2019–20
- Supercopa italiana (1): 2014

Al-Hilal
- Lliga saudita (1): 2023–24
- Copa saudita (1): 2023–24
- Supercopa saudita (1): 2023

### Selecció
Senegal
- Copa d'Àfrica de Nacions (1): 2021

### Individual
- Millor equip de la CAF (1): 2016[7]
- Millor equip de la Serie A (2): 2015–16,[8] 2016–17[9]